# Purenleon inscriptus
Purenleon inscriptus is een insect uit de familie van de mierenleeuwen (Myrmeleontidae), die tot de orde netvleugeligen (Neuroptera) behoort. 
Purenleon inscriptus is voor het eerst wetenschappelijk beschreven door Hagen in 1861.